# Ромбино (гмина)
Ромбино (пол. Rąbino) — сельская гмина (волость) в Польше, входит как административная единица в Свидвинский повет, Западно-Поморское воеводство. Население — 3828 человек (на 2013 год).